# Filipovice (Hradec nad Moravicí)
Filipovice (německy Philippsdorf) je malá vesnice, část města Hradec nad Moravicí v okrese Opava. Nachází se asi 7 km na jihozápad od Hradce nad Moravicí. V roce 2009 zde bylo evidováno 44 adres. V roce 2001 zde trvale žilo 63 obyvatel.
Filipovice je také název katastrálního území o rozloze 2,21 km2.
Součástí katastrálního území Filipovice je osada Zábřemí.